# لأجل إفريقيا ولأجلك مالي

علم مالي

نشيد مالي الوطني (Pour l'Afrique et pour toi, Mali – من أجل أفريقيا ومن أجلك، مالي) هو النشيد الوطني لجمهورية مالي، كتبه الكاتب والسياسي المالي سيدو بأديان ولحنه بانزومانا سيسوكو وتم اعتماده كنشيد وطني عام 1962.

## نص النشيد
| الكلمات الفرنسية | الترجمة التقريبية للعربية |
| المقطع الأول | المقطع الأول |
| --- | --- |
| À ton appel, Mali, Pour ta prospérité Fidèle à ton destin Nous serons tous unis, Un peuple, un but, une foi. Pour une Afrique unie Si l'ennemi découvre son front Au dedans ou au dehors Debout sur les remparts Nous sommes résolus de mourir.             | عند ندائك يا مالي من أجل إزدهارك وفي لمصيرك سنكون جميعاً متحدين شعب واحد، هدف واحد، إيمان واحد. من أجل أفريقيا الموحدة إذا ما قام العدو بكشف جبهتها من الداخل أو من الخارج قائمين عند الأسوار نحن مصممون على الموت |
| المقطع الثاني | |
| Pour l'Afrique et pour toi, Mali, Notre drapeau sera liberté. Pour l'Afrique et pour toi Mali Notre combat sera unité. Ô Mali d'aujourd'hui Ô Mali de demain Les champs fleurissent d'espérance Les cœurs vibrent de confiance                              | من أجل أفريقيا ومن أجلك، يا مالي رايتنا ستكون الحرية. من أجل أفريقيا ومن أجلك، يا مالي معركتنا ستكون الوحدة. يا مالي اليوم يا مالي الغد الحقول تزهر بالأمل القلوب تنتعش بالثقة                                    |
| المقطع الثالث | |
| Debout villes et campagnes Debout femmes, jeunes et vieux Pour la patrie en marche Vers l'avenir radieux Pour notre dignité Renforçons bien nos rangs Pour le salut public Forgeons le bien commun Ensemble au coude à coude Faisons le sentier du bonheur. | إنهضي أيتها المدن والأرياف إنهضوا يا نساء ويا شباب ويا شيوخ لمسيرة الوطن نحو المستقبل المنير من أجل كرامتنا لنقوِ جيداً صفوفنا من أجل السلم الأهلي لنصوغ الخير العام معاً جنباً إلى جنب لنسلك طريق السعادة            |
| المقطع الرابع | |
| La voie est dure très dure Qui mène au bonheur commun Courage et devouement Vigilence à tout moment Vérité des temps anciens Vérité de tous les jours Le bonheur par le labeur Fera le Mali de demain.                                                      | الطريق الصعب صعب للغاية ذاك الذي يقود للسعادة المشتركة الشجاعة والتفاني اليقظة في كل لحظة حقيقة الأوقات القديمة حقيقة كل الأيام السعادة في الكد ستصنع مالي الغد                                                   |
| المقطع الخامس | |
| L'Afrique se lève enfin Saluons ce jour nouveau Saluons la liberté Marchons vers l'unité Dignité retrouvé Soutient notre combat Fidèle à notre serment De faire l'Afrique unie Ensemble debout mes frères Tous au rendez-vous de l'honneur.                 | أفريقيا تستيقظ أخيراً لِنُحييَ هذا اليوم الجديد لِنُحييَ الحرية و لنسر نحو الوحدة الكرامة المسترجعة ستدعم معركتنا وفي لعهدنا بجعل أفريقيا موحدة لننهض معاً يا أخوتي جميعاً لموعد الشرف                                     |

## وصلات خارجية
- النشيد الوطني المالي - الكلمات (بالفرنسية) مع اللحن